# العلاقات البالاوية الفانواتية
العلاقات البالاوية الفانواتية هي العلاقات الثنائية التي تجمع بين بالاو وفانواتو.

## مقارنة بين البلدين
هذه مقارنة عامة ومرجعية للدولتين:
| وجه المقارنة                                              | بالاو                         | فانواتو                                  |
| --------------------------------------------------------- | ----------------------------- | ---------------------------------------- |
| المساحة (كم2)                                             | 465                           | 12.19 ألف                                |
| عدد السكان (نسمة)                                         | 21.73 ألف                     | 276.24 ألف                               |
| الكثافة السكانية (ن./كم²)                                 | 4.67 ألف                      | 22.66                                    |
| العاصمة                                                   | نغيرولمود، كورور              | بورت فيلا                                |
| اللغة الرسمية                                             | لغة إنجليزية، اللغة البالاوية | اللغة البسلاما، لغة فرنسية، لغة إنجليزية |
| العملة                                                    | دولار أمريكي                  | فاتو فانواتي                             |
| الناتج المحلي الإجمالي (بليون دولار)                      | 291.54 مليون                  | 862.88 مليون                             |
| الناتج المحلي الإجمالي (تعادل القوة الشرائية) بليون دولار | 326.12 مليون                  | 790.76 مليون                             |
| الناتج المحلي الإجمالي الاسمي للفرد دولار أمريكي          | 13.50 ألف                     | 2.81 ألف                                 |
| الناتج المحلي الإجمالي للفرد دولار أمريكي                 | 14.76 ألف                     | 3.03 ألف                                 |
| مؤشر التنمية البشرية                                      | 0.780                         | 0.594                                    |
| رمز المكالمات الدولي                                      | +680                          | +678                                     |
| رمز الإنترنت                                              | .pw                           | .vu                                      |
| المنطقة الزمنية                                           | ت ع م+09:00                   | ت ع م+11:00                              |

## منظمات دولية مشتركة
يشترك البلدان في عضوية مجموعة من المنظمات الدولية، منها:
| علم المنظمة | اسم المنظمة                                 | تاريخ انضمام بالاو | تاريخ انضمام فانواتو |
| ----------- | ------------------------------------------- | ------------------ | -------------------- |
|             | مجموعة دول أفريقيا والكاريبي والمحيط الهادئ | ?                  | ?                    |
|             | مؤسسة التنمية الدولية                       | 16 ديسمبر 1997     | 28 سبتمبر 1981       |
|             | الأمم المتحدة                               | 15 ديسمبر 1994     | 15 سبتمبر 1981       |
|             | البنك الدولي للإنشاء والتعمير               | 16 ديسمبر 1997     | 28 سبتمبر 1981       |
|             | بنك التنمية الآسيوي                         | 2003               | 1981                 |
|             | منظمة حظر الأسلحة الكيميائية                | ?                  | ?                    |
|             | مؤسسة التمويل الدولية                       | 16 ديسمبر 1997     | 28 سبتمبر 1981       |
|             | وكالة ضمان الاستثمار متعدد الأطراف          | 16 ديسمبر 1997     | 27 يوليو 1988        |
|             | تحالف الدول الجزرية الصغيرة                 | ?                  | ?                    |
|             | يونسكو                                      | 20 سبتمبر 1999     | 10 فبراير 1994       |